# Canton du Robert-2-Nord
Pour les articles homonymes, voir Canton du Robert (homonymie).
Le canton du Robert-2-Nord est une ancienne division administrative française située dans le département et la région de la Martinique.

## Histoire
En Martinique, le canton du Robert-2-Nord était, avec le canton du Robert-1-Sud, l'un des deux cantons créés en 1985, en remplacement du canton du Robert.
À la suite des élections territoriales de décembre 2015 concernant la collectivité territoriale unique de Martinique, le conseil régional et le conseil général sont remplacés par l'assemblée de Martinique. De fait, les cantons disparaissent.

## Géographie
Dépendant de l'arrondissement de La Trinité, le canton du Robert-2-Nord était l'un des deux cantons correspondant à une partie de la commune du Robert.

## Administration
| Période | Période       | Identité                  | Étiquette    | Qualité                                                                  |
| ------- | ------------- | ------------------------- | ------------ | ------------------------------------------------------------------------ |
| 1985    | 1992          | Marius Stéphanie-Victoire | DVD          | Maire du Robert (1965-1989)                                              |
| 1992    | décembre 2015 | Belfort Birota            | PPM puis RDM | Premier vice-président du Conseil général Conseiller municipal du Robert |

## Composition
Le canton du Robert-2-Nord se composait uniquement d'une partie de la commune du Robert et comptait 14 774 habitants (population municipale) au 1er janvier 2012,.

## Démographie
| 1990 | 1999   | 2006   | 2009   | 2012   |
| ---- | ------ | ------ | ------ | ------ |
| -    | 11 723 | 14 463 | 14 203 | 14 774 |